# Jefferson (du thuyền)
Jefferson là chiếc du thuyền đầu tiên của Mỹ. Nó được sở hữu bởi George Crowninshield Jr. Du thuyền này chủ yếu là một thú vui, nhưng nó cũng đã hoàn thành các mục đích khác, bao gồm tàu cứu hộ, tham gia vào Chiến tranh 1812, và một chiếc thuyền đánh cá.

## Lịch sử
Jefferson là chiếc thuyền đầu tiên của Mỹ được thiết kế đặc biệt để sử dụng như một chiếc du thuyền. Du thuyền được đóng tại Salem vào năm 1801 cho Crowninshield. Nó được đặt tên theo tên của Tổng thống Hoa Kỳ Thomas Jefferson. Du thuyền tiếp theo của kỷ lục là Diver, làm cho John Cox Stevens năm 1802. Các du thuyền sau là Trouble, Wave, Onkahie, Ginicrack, và Maria. Jefferson đã chứng tỏ nó là một con tàu chạy tốt trên mặt nước. Cleopatra's Barge được đóng năm 1816, khoảng mười lăm năm sau khi Jefferson được ra mắt.
Chiều dài của du thuyền buồm là 35 feet 10 inch và sườn ngang của nó là 12 feet 4 inch. Chiều sâu dưới mặt nước của du thuyền là 6 feet và nó có trọng tải 22 15⁄95 tấn Mỹ. Christopher Turne, a Salem shipwright, was the yacht's builder. Christopher Turne, một người đóng tàu của Salem, là người đóng tàu. Nó đã được ra mắt tháng 3 năm 1801, ở Turne. Crowninshield sử dụng Jefferson ở Vịnh Massachusetts (sau đó gọi là Vịnh Salem). Du thuyền được thiết kế an toàn và thoải mái. Chiếc du thuyền đầu tiên của Hoa Kỳ trong hơn một thập niên đã được Crowninshield và gia đình ông dùng làm thú vui. Một trong những niềm đam mê của Crowninshield là sau một cơn bão ông sẽ đi ra Vịnh Massachusetts với chiếc tàu và tìm kiếm các tàu gặp rắc rối cần được giúp đỡ.
Crowninshield là một tín đồ vững tin trong chính sách tấn công tàu của đối phương trên mặt nước trước khi họ có thể gây ra bất kỳ thiệt hại. Gia đình là một trong số những người đầu tiên để cung cấp thuyền cho những người tị nạn trong Chiến tranh năm 1812. Jefferson là một trong ba chiếc thuyền do họ gửi ra. Hai chiếc còn lại là American và John. Jefferson là chiếc thứ hai được ủy thác trong chiến tranh. Sau khi Crowninshield qua đời, Jefferson được gia đình bán năm 1815 và trở thành tàu đánh cá. Du thuyền đã dùng cho mục đích này trong nhiều năm. Thuyền này thuộc về thuyền trưởng John Crowninshield của Marblehead, Massachusetts, và sau đó là Caleb Johnson của Nahant, Massachusetts.